# 당기시오
당기시오는 2015년 디지털 싱글 앨범 [Rope]로 데뷔한 대한민국의 록밴드이다.

## 음반
- Rope (2015)
- 흔적 (2017)
- Moonlight (2017)
- Last Dream (2020)
- Up To The Light (2021)

## 수상
- 2020 D루키 프로젝트 대상
- 2016 제66회 개천예술제 국제로타리 100주년기념 전국밴드 경연대회 동상
- 2016 대명인디리그 은상
- 2013 대구 MBC 뮤직스쿨 Festival 전체 대상
- 2013 제9회 울산전국실용음악대회 우수상